# Eupithecia infumata
Eupithecia infumata är en fjärilsart som beskrevs av Karl Dietze 1910. Eupithecia infumata ingår i släktet Eupithecia och familjen mätare. Inga underarter finns listade i Catalogue of Life.